# Rudolf-Römer-Sternwarte
Die Rudolf-Römer-Sternwarte ist eine Volkssternwarte in Duisburg-Rheinhausen. Betrieben wird sie von dem Verein Rudolf-Römer-Sternwarte Rheinhausen e. V. Sie ist die einzige öffentliche Sternwarte in Duisburg.

## Tätigkeitsfeld
Die Rudolf-Römer-Sternwarte wurde am 17. November 1971 unter dem Namen Astronomisches Praktikum Rheinhausen – APR – der Sternwarte Neanderhöhe Hochdahl e.V. – SNH gegründet.
Nach dem Beschluss der Mitgliederversammlung erhielt sie im Jahr 1979 den Namen Rudolf-Römer-Sternwarte. Sie bietet den Bürgern über 200 Stunden astronomischer Weiterbildung an. Jeder hat die Möglichkeit, sich über den Weltraum und die Arbeit der Sternwarte zu informieren. Hier können unter fachkundiger Anleitung die Teleskope genutzt werden. Neben der eigenen Beschäftigung der Vereinsmitglieder mit der Astronomie, ist von Anbeginn eines der Hauptziele die Verbreitung astronomischen Wissens in der Öffentlichkeit.

## Fachgruppen und Arbeitsgemeinschaften
Arbeitsgemeinschaften und Projektgruppen bieten den Mitgliedern die Möglichkeit, ihr Wissen in Spezialgebieten zu vertiefen. Insbesondere beschäftigen sich die Mitglieder mit dem Mond, der Sonne und Deep-Sky-Objekten; aber auch theoretische Themen wie siderische und synodische Umlaufzeiten werden behandelt.
Die Schaffung einer Fachbibliothek mit bereits mehr als 1200 Titeln und über 25 Fachzeitschriften sowie einer Mediothek mit einigen tausend Dias, Tageslichtprojektor-Folien, Fotos, Plakaten und Videofilmen war zwangsläufig und notwendige Voraussetzung für die Arbeit der Sternwarte.
Kurse wie der „Fernrohrführerschein“ und „Sterne-Galaxien-Kosmos“ vermitteln jedermann Grundlagenwissen in den verschiedenen Teilgebieten der Astronomie und Amateurastronomie.

## Instrumente
Beobachtet wird vom Dach des Krupp-Gymnasiums in Duisburg-Rheinhausen mit einem 10-Zoll-Newton-Teleskop sowie mit einem 4-Zoll-Refraktor mit 2 Metern Brennweite.